# 4724 Brocken
För andra betydelser, se Brocken (olika betydelser).
4724 Brocken eller 1961 BC är en asteroid i huvudbältet som upptäcktes den 18 januari 1961 av de båda tyska astronomerna Joachim Schubart och Cuno Hoffmeister vid Karl-Schwarzschild-observatoriet. Den är uppkallad efter berget Brocken.